# Ayanna Alexander
Ayanna Alexander (Arima, 20 luglio 1982) è una triplista e lunghista trinidadiana.

## Biografia
Alexander è nata al centro dell'isola di Trinidad, ha frequentato le scuole superiori in Virginia, dove ha iniziato le prime competizioni sportive, per poi affilarsi alla squadra di atletica leggera della Louisiana Tech University. Specializzata nel salto triplo, diventa membro della nazionale di Trinidad e Tobago a partire dal 2007, debuttando alle competizioni continentali di quell'anno tenutesi in Brasile e ad El Salvador. Nel 2010 vince una medaglia d'argento ai Giochi del Commonwealth, a cui segue nel 2011 un oro ai Campionati CAC di Mayagüez. È stata la prima triplista a competere per il suo paese ad un'edizione dei Giochi olimpici, partecipando all'evento di Londra 2012. Alexander è detentrice dei record nazionali di salto triplo.

## Palmarès
| Anno | Manifestazione          | Sede           | Evento         | Risultato | Prestazione | Note |
| ---- | ----------------------- | -------------- | -------------- | --------- | ----------- | ---- |
| 2007 | Campionati NACAC        | San Salvador   | Salto triplo   | Oro       | 13,29 m     |      |
| 2007 | Giochi panamericani     | Rio de Janeiro | Salto triplo   | 7ª        | 13,21 m     |      |
| 2008 | Campionati CAC          | Cali           | Salto triplo   | Bronzo    | 13,30 m     |      |
| 2009 | Campionati CAC          | L'Avana        | Salto triplo   | 5ª        | 13,71 m     |      |
| 2010 | Giochi CAC              | Mayagüez       | Salto triplo   | Bronzo    | 13,64 m     |      |
| 2010 | Giochi del Commonwealth | Nuova Delhi    | Salto triplo   | Argento   | 13,91 m     |      |
| 2010 | Giochi del Commonwealth | Nuova Delhi    | Salto in lungo | 11ª       | 5,87 m      |      |
| 2011 | Campionati CAC          | Mayagüez       | Salto triplo   | Oro       | 13,50 m     |      |
| 2011 | Campionati CAC          | Mayagüez       | Salto in lungo | 7ª        | 6,06 m      |      |
| 2011 | Giochi panamericani     | Guadalajara    | Salto triplo   | 5ª        | 13,54 m     |      |
| 2012 | Giochi olimpici         | Londra         | Salto triplo   | 14ª (q)   | 14,09 m     |      |
| 2013 | Campionati CAC          | Morelia        | Salto triplo   | Argento   | 13,17 m     |      |
| 2013 | Campionati CAC          | Morelia        | Salto in lungo | 9ª        | 5,70 m      |      |
| 2014 | Giochi del Commonwealth | Glasgow        | Salto triplo   | Bronzo    | 14,01 m     |      |
| 2014 | Giochi del Commonwealth | Glasgow        | Salto in lungo | 23ª (q)   | 5,77 m      |      |
| 2014 | Giochi CAC              | Veracruz       | Salto triplo   | 8ª        | 12,94 m     |      |
| 2015 | Giochi panamericani     | Toronto        | Salto triplo   | 8ª        | 13,83 m     |      |
| 2015 | Campionati NACAC        | San José       | Salto triplo   | 5ª        | 13,68 m     |      |
| 2016 | Mondiali indoor         | Portland       | Salto triplo   | nm        | nm          |      |
| 2018 | Giochi del Commonwealth | Gold Coast     | Salto triplo   | 6         | 13,47 m     |      |
| 2018 | Giochi CAC              | Barranquilla   | Salto triplo   | 9ª        | 13,18 m     |      |
| 2018 | Giochi CAC              | Barranquilla   | Salto in lungo | 14ª       | 5,83 m      |      |
| 2018 | Campionati NACAC        | Toronto        | Salto triplo   | 6ª        | 12,94 m     |      |